# بيتر هاربر (أستاذ جامعي)
بيتر هاربر (بالإنجليزية: Peter Harper)‏ هو عالم وراثة بريطاني، ولد في 28 أبريل 1939 في بارنستيبل ‏ في المملكة المتحدة.